# Władysław Grzegorczyk
Pour les articles homonymes, voir Grzegorczyk.
Władysław Grzegorczyk (né le 25 décembre 1905 - mort le 27 juin 1981 à Nowa Ruda, Pologne) - est un juste parmi les nations polonais.

## Biographie
Pendant la Seconde Guerre mondiale, avec sa femme Helena Grzegorczyk, il cache plusieurs Juifs dont Paulina Zylberberg avec sa nièce de deux ans, sa belle-sœur, Minka Fuchsberg, la famille Blum et un bébé Liwsza (Lily) Fuchsberg (née le 8 septembre 1942) qui a été adoptée après la guerre par les Grzegorczyk et a changé son nom en Zdzisława Grzegorczyk.
En 1965 il est honoré juste parmi les nations par le Yad Vashem, en 2008 il est décoré à titre posthume, de la croix de commandeur de l'ordre Polonia Restituta.